# Mikhaïl Seslavinski
 (décembre 2021).
La mise en forme du texte ne suit pas les recommandations de Wikipédia : il faut le « wikifier ».
Les points d'amélioration suivants sont les cas les plus fréquents :
- Les titres sont pré-formatés par le logiciel. Ils ne sont ni en capitales, ni en gras.
- Le texte ne doit pas être écrit en capitales (les noms de famille non plus), ni en gras, ni en italique, ni en « petit »…
- Le gras n'est utilisé que pour surligner le titre de l'article dans l'introduction, une seule fois.
- L'italique est rarement utilisé : mots en langue étrangère, titres d'œuvres, noms de bateaux, etc.
- Les citations ne sont pas en italique mais en corps de texte normal. Elles sont entourées par des guillemets français : « et ».
- Les listes à puces sont à éviter, des paragraphes rédigés étant largement préférés. Les tableaux sont à réserver à la présentation de données structurées (résultats, etc.).
- Les appels de note de bas de page (petits chiffres en exposant, introduits par l'outil «  Source ») sont à placer entre la fin de phrase et le point final[comme ça].
- Les liens internes (vers d'autres articles de Wikipédia) sont à choisir avec parcimonie. Créez des liens vers des articles approfondissant le sujet. Les termes génériques sans rapport avec le sujet sont à éviter, ainsi que les répétitions de liens vers un même terme.
- Les liens externes sont à placer uniquement dans une section « Liens externes », à la fin de l'article. Ces liens sont à choisir avec parcimonie suivant les règles définies. Si un lien sert de source à l'article, son insertion dans le texte est à faire par les notes de bas de page.
- La présentation des références doit suivre les conventions bibliographiques. Il est recommandé d'utiliser les modèles {{Ouvrage}}, {{Chapitre}}, {{Article}}, {{Lien web}} et/ou {{Bibliographie}}. Le mode d'édition visuel peut mettre en forme automatiquement les références.
- Insérer une infobox (cadre d'informations à droite) n'est pas obligatoire pour parachever la mise en page.

Pour une aide détaillée, merci de consulter Aide:Wikification.
Si vous pensez que ces points ont été résolus, vous pouvez retirer ce bandeau et améliorer la mise en forme d'un autre article.

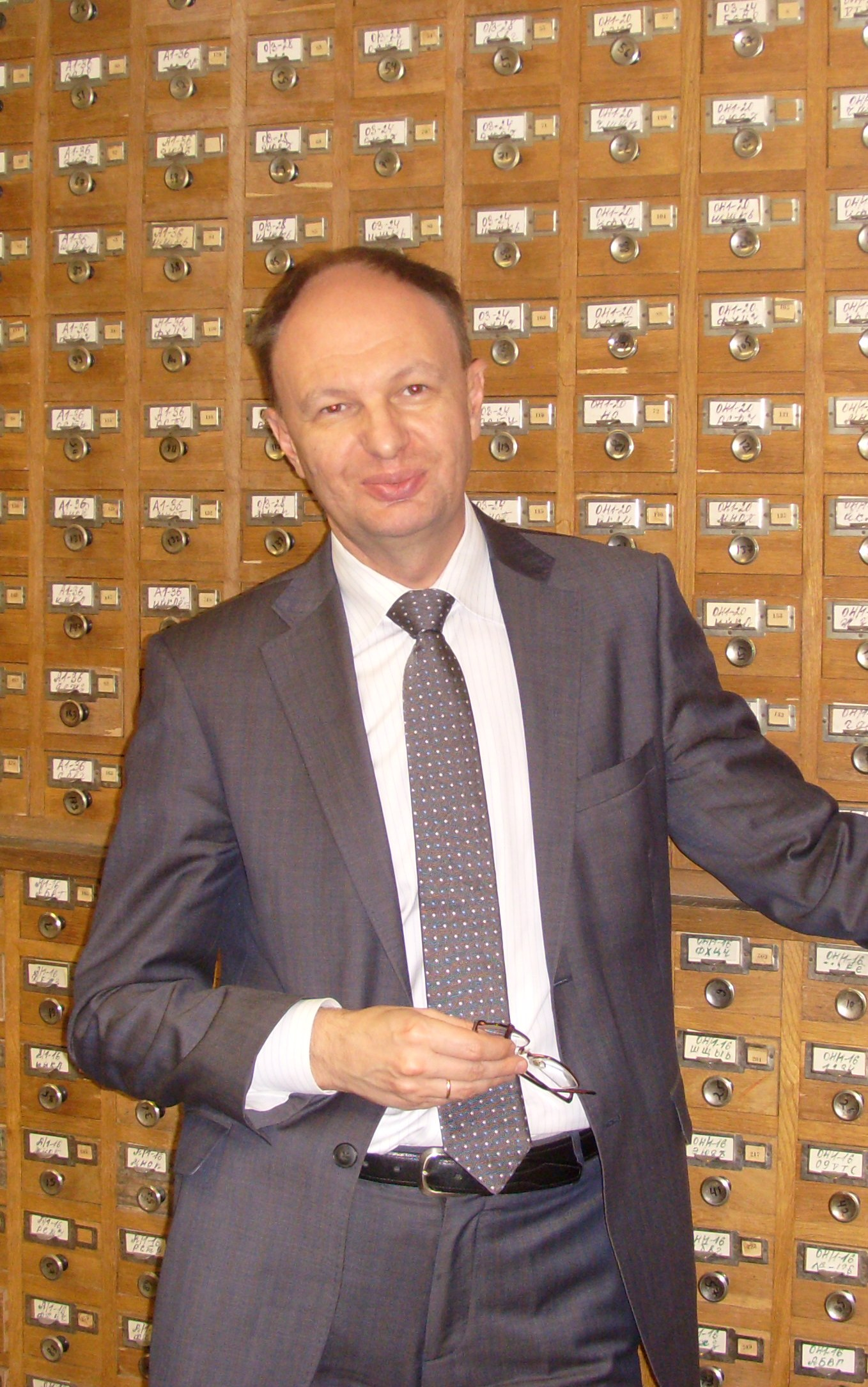
Mikhaïl Seslavinski en 2012

Mikhaïl Seslavinski (en russe : Михаил Вадимович Сеславинский, né le 28 février 1964 à Dzerjinsk, région de Gorki, RSFSR, URSS) est une chercheur en culture du livre, écrivain et bibliophile et figure publique.

## Biographie
Seslavinski est né à Dzerjinsk (aujourd'hui région de Nijni Novgorod). Diplômé de la faculté d'histoire de l'université Lobatchevski (aujourd'hui l'université d'État Lobatchevski de Nijni Novgorod).
Il enseigne à la chaire des sciences sociales de la succursale de l'Institut polytechnique Gorki de Dzerjinsk de 1986 à 1989.
En 1990, il est élu député du peuple de la RSFSR pour le district territorial de Dzerjinsk no 364, ainsi que député du Conseil régional des députés du peuple de Gorki. Au sein du Conseil suprême de la RSFSR, il a été vice-président de la Commission du Conseil de la république pour la culture (1990–1993).
Entre 1993 et 1998, il est député de la Douma d'État.Il officie alors comme président du sous-comité pour l'éducation, la culture et la science à la Douma de la première convocation, puis vice-président du Comité pour la culture à la Douma de la deuxième convocation.
De 1998 à 1999, il dirige le Service fédéral pour la télé- et radiodiffusion.
Entre 1999 et 2004, il est secrétaire d'État et premier adjoint du ministre de la Presse, de la Télé- et radiodiffusion et les Médias dans le cabinet de Michaïl Kassianov.
Entre 2001 et 2003, il est membre du conseil d'administration de l'ORT (la compagnie de radio-télévision publique russe) puis de la chaîne Pervy Kanal.  
À partir de 2004 à partir de 2021 il est directeur de l'Agence fédérale pour la presse et les médias.
Entre 2010 et 2014, sur la base de la décision du conseil d'experts de l'agence, Rospechat a fourni un soutien de l'État à la chaîne de télévision Dozhd d'un montant de 30,6 millions de roubles.
Entre 2005 et 2010, il préside le conseil d'administration de l'Édition Prosvechtchenie.
Depuis le 26 août 2013, il fait partie du Conseil pour l'attribution des prix du Gouvernement de la fédération de Russie dans le domaine des médias. Membre de la Commission d’État pour les fréquences radio (depuis 2004), de la Commission gouvernementale pour le développement de la téléradiodiffusion, de la Commission pour les associations religieuses auprès du Gouvernement de la fédération de Russie.
Marié, il a deux filles - nées en 1994 et en 2003. L'aînée, Natalia Seslavinskaïa a perpétué la tradition familiale et travaille pour la librairie.

Mikhaïl Seslavinski est l'initiateur de la création et de la signature du code moral des organisateurs des émissions, la Charte des téléradiodiffuseurs de la fédération de Russie, qui a été signée par les directeurs des plus grandes compagnies de télévision et de radio de Russie le 28 avril 1999.
Dans une année 2014, l'Agence fédérale pour qu'il dirige, a été accusé de financement des institutions liées à l'opposition libérale russe.
Mikhaïl Seslavinski est également connu comme bibliophile, collectionneur d'autographes, de livres rares du début XIX-XXe siècles, mécénat revendant des livres et des manuscrits aux recueils publics (Musée national de la littérature, Bibliothèque de l'Académie des sciences de Russie, Bibliothèque nationale russie, Bibliothèque nationale panrusse de littérature étrangère Roudomino, Musée national central de l'histoire contemporaine de la Russie, Musée d’État Pouchkine, Bibliothèque maritime amiral Lazarev, Musée-réserve d’État mémorial Mendeleïev et Blok, Maison de la Russie à l'étranger Soljenitsyne).
À partir de février 2011, il est président du conseil de l'Union nationale des bibliophiles et écrit de nombreux articles de recherche sur les livres. La bibliographie de ses travaux "Mikhaïl Seslavinski, bibliophile et chercheur: indicateur bibliographique" / rédaction L. Foursenko; introduction d'auteur A. Samarine a été publiée aux éditions Pachkov Dom en 2014.
À partir de 2008, il préside le conseil de rédaction du magazine de bibliophile Pro Knigi ("Sur les livres").
De plus, il est l'auteur d'un recueil de contes pour enfants Chastnoe pionerskoe, (Parole de pionnier), sur les motifs duquel est réalisé un film homonyme et d’un recueil d'articles Homo scriptoris (L'Homme qui écrit), des livres L'arôme de la reliure (album bibliophile), Polarius (histoire des aventures d'un chat des marais en Finlande), Rendez-vous (peintres russes dans l'édition française des livres de la première moitié du XXe siècle), l'album Livre pour les gourmands (coécrit avec Olga Tarakanova, professeur à l'université d'État de la presse de Moscou), l'album Guirlande de livres et d'images (lecture pour enfants en Russie prérévolutionnaire), la monographie Les éditions bibliographiques françaises agencées par des peintres immigrés russes (années 1920-1940), rédacteur du recueil Tamizdat: sélection de 100 livres, auteur-compilateur de l'album L'art de l'autographe, et auteur-compilateur du livre Mon ami Ossip Mandelstam. Bibliographie illustrée sélectionnée et autographes. Ce recueil rassemblait des articles sur les livres de célèbres écrivains et poètes russes (Marina Tsvetaïeva, Igor Severianine, Boris Pasternak, Joseph Brodsky et autres). Leurs livres étaient censurés en URSS, c'est pourquoi ils ont été publiés à l'étranger. Auteur du catalogue Couronne bibliophile d'Anna Akhmatova à l'occasion de son 125e anniversaire : les autographes recueillis par Mikhaïl Seslavinski, de l'album L'Art de l'autographe, des livres Mon ami Ossip Mandelstam. Bibliographie illustrée sélectionnée et autographes. Raretés de la littérature russe du XXe siècle: 333 livres choisis, Couronne bibliophile de Marina Tsvetaïeva, et Cantate à Cantate.
En 2014, son article sur le travail du célèbre relieur Grégoire Levitzky a été publié dans le magazine français Art et Métiers du Livre n° 302 Page: 22-31.
A l’occasion des 175 ans d’Anatole France, il a été auteur de l’idée, rédacteur et auteur de la postface (La rôtisserie russe d’Anatole France) du livre qui a également réuni des dessins inédits de Tatiana Mavrina et d’Antonina Sofronova: Anatole France, La Rôtisserie de la reine Pédauque. La Révolte des anges, Saint-Pétersbourg, Vita Nova, 2019.
À partir de 2008, il préside le conseil de rédaction du magazine de bibliophile Pro Knigi ("Sur les livres").
Membre du conseil de tutelle de la galerie Tretiakov, des Archives d’État russes de la littérature et des arts, de l'Encyclopédie orthodoxe, président du Conseil de tutelle de l'Université d’État de Moscou Fedorov. 
Président du Comité pour la célébration du 125e anniversaire de Korneï Tchoukovski et du 100e anniversaire de Lydia Tchoukovskaïa en 2007.
Vice-président du comité d'organisation pour le déroulement de l'Année de la littérature en fédération de Russie en 2015.
Président du comité d'organisation pour la préparation et le déroulement des activités liées au 100e anniversaire de Konstantin Simonov en 2015.
Président du comité d'organisation pour la préparation et le déroulement des activités liées au 125e anniversaire d'Ossip Mandelstam.
Vice-président des comités d'organisation pour la préparation et le déroulement des activités liées au 125e anniversaire de Konstantin Paoustovski et de Marina Tsvetaïeva en 2017.
Vice-président du comité d'organisation pour la préparation et le déroulement des activités liées au 150e anniversaire de Maxim Gorki en 2018.
Vice-président du comité d'organisation pour la préparation et le déroulement des activités liées au 100e anniversaire d'Alexandre Soljenitsyne en 2018.
Président du comité d'organisation pour la préparation et le déroulement des activités liées au 150e anniversaire d'Ivan Bounine en 2020.
Président du comité d'organisation pour la préparation et le déroulement des activités liées au 200e anniversaire de Nikolaï Nekrassov en 2021.
Candidat en histoire (2010), le sujet de la thèse est « Un livre français dans la conception des artistes russes émigrés : 1920-1940 ».
Membre correspondant de l'Académie russe des beaux-arts (département de l'histoire de l'art et de la critique d'art),.
En juin 2023, le Musée d'État Pouchkine a inauguré l'exposition « Le monde littéraire et graphique d'Alexandre Benois dans la collection de Mikhaïl Seslavinsky. Avec des ajouts provenant des fonds du Musée d'État A. S. Pouchkine", dédié au 125e anniversaire de l'association créative "Monde de l'Art". Il a présenté des travaux dans le domaine du graphisme théâtral - des croquis de costumes et de décors, des travaux dans le domaine du graphisme de livres, ainsi que des lettres d'A.N.Benois

## Distinctions
- Candidat au doctorat d'histoire
- Membre correspondant de l'Académie des arts de Russie (département d'histoire de l'art et de critique d'art).
- Ordre du Mérite pour la Patrie de IIIe classe (16 avril 2019)
- Ordre du Mérite pour la Patrie de IVe classe  (2 mai 2014)
- Ordre de Saint-Serge de Radonège de IIe classe (25 février 2014)
- Ordre de l'Amitié (2 septembre 2008)
- Ordre de l'Honneur (27 novembre 2006)
- chevalier de la Légion d'honneur (12 septembre 2013) pour sa contribution personnelle au développement des liens culturels entre la France et la Russie[16].